# Waldemar Christ
Waldemar Christ (* 26. Juli 1855 auf dem Rittergut Mannsdorf, Kreis Neiße; † 1. Februar 1921 in Berlin-Friedenau) war ein preußischer Generalmajor.

## Werdegang

### Herkunft und Familie
Christ war der Sohn des preußischen Amtsgerichtsrats und Gutsbesitzers zu Mannsdorf Emanuel Christ (1817–1883) und der Bertha Migula (1829–1876). Am 20. Juni 1880 heiratete er in Berlin Paula Golz (* 1863), die Tochter des Justizrats Dr. Heinrich Golz (1825–1898) und der Paula Melz (1831–1902).
Seine jüngere Schwester Anna Elisabeth „Anneli“ Christ war mit dem preußischen Generalmajor Robert von Dobschütz verheiratet.

### Militär
Ab dem 17. Oktober 1876 war er als Sekondeleutnant im Schlesischen Fußartillerie-Regiment Nr. 6 in Glogau tätig. 1879 wurde er aus der Garnison in seiner Heimatstadt Neisse zur Vereinigten Artillerie- und Ingenieur-Schule in Berlin abkommandiert. Dort blieb er bis 1880, bevor er zwischen 1881 und 1883 wieder ins alte Regiment in Glogau zurückkehrte. Am 15. April 1884 wurde er zum Premierleutnant befördert. Wenig später war er wieder in Neisse tätig, wo er am 16. April 1889 zum Hauptmann befördert. In den folgenden vier Jahren ging er einer Tätigkeit als Lehrer an der Kriegsschule Hannover nach, anschließend wurde er zum Kompaniechef im Niederschlesischen Fußartillerie-Regiment Nr. 5 zu Posen ernannt.
1895 wurde er Vorstand des Artillerie-Depots in Rastatt und drei Jahre danach Artillerieoffizier des Schießplatzes in Wesel. Am 18. April 1899 wurde er im Zuge seiner Beförderung zum Major in den Stab seines alten Fußartillerie-Regiments Nr. 6 in Neisse versetzt. Von dort zog er 1901 als Abteilungskommandeur im Ostpreußischen Fußartillerie-Regiment Nr. 1 weiter nach Königsberg und 1903 als Kommandeur der III. Abteilung im 1. Pommersches Fußartillerie-Regiment Nr. 2 nach Pillau.
Ab 1904 arbeitete er als Artillerieoffizier des Schießplatzes in Danzig. Am 15. September 1905 erhielt er zunächst den Dienstrang des Oberstleutnants, ehe er 1906 in Darmstadt und 1907 in Kassel Direktor eines Artillerie-Depots wurde. 1908 folgte seine Beförderung zum Oberst, wobei er 1909 zur Disposition gestellt wurde und als Kommandeur des Fußartillerie-Schießplatzes Wahn bei Köln tätig war. 1911 wurde er zum Generalmajor ernannt und aus dem aktiven Dienst verabschiedet. Seinen Ruhestand verlebte er bis zu seinem Tod am 1. Februar 1921 in Berlin-Friedenau.